# Froidchapelle
Froidchapelle är en kommun i Belgien.   Den ligger i provinsen Hainaut och regionen Vallonien, i den södra delen av landet, 80 km söder om huvudstaden Bryssel. Antalet invånare är 3 745.
Trakten runt Froidchapelle består till största delen av jordbruksmark. Runt Froidchapelle är det ganska glesbefolkat, med 42 invånare per kvadratkilometer.